# Préstamo lingüístico
En lingüística, un préstamo es una palabra, morfema o expresión de un idioma que es adoptada por otro, es decir, aquellas palabras que una lengua «toma prestadas» de otra.
A menudo resulta de la influencia cultural de los hablantes del primer idioma sobre los del segundo. Cuando el elemento prestado es una palabra léxica, normalmente un adjetivo, un nombre o un verbo, hablamos de préstamo léxico. El préstamo léxico es de lejos el más frecuente de todos, pero también existe el préstamo gramatical, que sucede especialmente cuando un número importante de hablantes bilingües de las dos lenguas usan partículas, morfemas y elementos no léxicos de una lengua cuando se habla la otra. 
Así mismo, existe el préstamo fonético, el cual, hace referencia a las adaptaciones fonéticas que se dan al momento de adaptar la pronunciación de una palabra externa, a un idioma en específico.
Otro fenómeno similar es el calco semántico, en el cual aunque no se toma una expresión literal de otro idioma, sí se toma su significado.

## Préstamo léxico
El préstamo léxico es idiomáticamente diferente de otro fenómeno de lenguas «en contacto» llamado calco léxico. En el primer caso, la forma fonética original es simplemente amoldada a la fonología de la lengua receptora sin interpretación o traducción. En el segundo caso existe una adaptación semántica, interpretación o traducción de los morfemas que componían la forma original.
El vocablo «préstamo» está asimismo relacionado con el de «extranjerismo»: un préstamo es un extranjerismo incorporado al sistema lingüístico de un idioma determinado.
También podemos hablar de «préstamo» para referirnos a palabras que dentro de una misma lengua pasan de una jerga especializada al registro estándar o viceversa.

### Clasificación de los préstamos léxicos
En los préstamos lingüísticos se pueden distinguir cuatro tipos, según el grado de adaptación y necesidad del vocablo:
- Extranjerismos. Son palabras originales de otras lenguas que se pronuncian en la lengua receptora con algunas adaptaciones fonéticas propias de la misma. Con la introducción de la escritura, algunas palabras más que adaptarse a la pronunciación original se adaptan a cómo la ortografía original es leída en la lengua receptora; aunque desde un punto de vista lingüístico esa distinción es intrascendente a la hora de clasificar un término como extranjerismo. Los extranjerismos pueden dividirse además convencionalmente en:
  - Extranjerismos no adaptados. Son vocablos originarios de otros idiomas que no se han adaptado a la ortografía del idioma receptor. En cuanto a su pronunciación, depende del conocimiento del idioma de origen que tenga el hablante. Algunos ejemplos de extranjerismos no adaptados en español son: hardware, boutique, pizza, holding, parking.
  - Extranjerismos adaptados. Extranjerismos que se han adaptado a las reglas de la lengua receptora. Algunos ejemplos en castellano son: fútbol < football, vatio < watt, gol < goal, bluyín < bluejean , espray < spray.
  - Xenismo es un extranjerismo que hace referencia a una realidad ajena a la lengua y a la comunidad receptora, que no tiene un equivalente. Algunos ejemplos en español son: lord, samurái/samuray, burka, ayatolá, talibán, yihad, sari, troika.
- Calcos semánticos, se copian palabras de origen extranjero con el léxico de la propia lengua. Algunos ejemplos en español son «jardín de infancia», que es un calco del alemán kindergarten; «hora feliz», calco de happy hour; «asesino en serie», calco de serial killer.

### Extranjerismos
Las comunidades idiomáticas toman formas léxicas de otras lenguas, para describir realidades que en una cultura aparecen por primera vez, pero en la otra son frecuentes y ya poseen un término forjado, términos prestados o préstamos léxicos.
Así, por ejemplo, los conquistadores españoles entraron en contacto en América con fenómenos que bautizaron utilizando palabras indígenas como hamaca, patata, maíz, huracán, cacique, hule o tabaco. El espectáculo de desnudarse con gracia, que no tenía equivalente en las costumbres de los países de habla española, exigió el crudo anglicismo strip-tease e inversamente, los franceses usaron el calco semántico o traducción de la locución española olla podrida  para describir el plato de cocina de ese origen que llaman pot-pourri, palabra que volvió a España como término popular para denominar lo que es variopinto y multiforme, popurrí.

## Préstamo gramatical
Suele producirse en comunidades lingüísticas con un alto grado de bilingüismo. Muchos de los rasgos comunes de las áreas lingüísticas podrían ser resultado del préstamo gramatical; por ejemplo, en el área lingüística balcánica varias lenguas de subfamilias diferentes e ininteligibles entre sí tienen artículos pospuestos y oraciones subordinadas con complementador.

## Préstamo fonético
Se trata de un préstamo más específico, al ubicarse en los sonidos de una lengua, sucede cuando, por ejemplo, un hispanohablante utiliza un sonido inexistente en el sistema fonológico del castellano, al pronunciar «-sh» en «shampoo» tal y como se pronuncia en inglés.